# Asemoblattana nana
Asemoblattana nana är en kackerlacksart som först beskrevs av Morgan Hebard 1921.  Asemoblattana nana ingår i släktet Asemoblattana och familjen småkackerlackor.
Artens utbredningsområde är Colombia. Inga underarter finns listade i Catalogue of Life.